# Sant Bartomeu de la Vall de Vilaramó
Sant Bartomeu de la Vall de Vilaramó és una església del municipi de Gaià (Bages) inclosa en l'Inventari del Patrimoni Arquitectònic de Catalunya.

## Descripció
És una església d'una sola nau amb un petit absis a llevant i la porta a migdia modificada al s.XVIII. L'absis té una petita obertura al bell mig, per il·luminar l'església.

## Història
La capella de Sant Bartomeu de la Vall de Vila-Ramó és una construcció de base romànica molt transformada al s. XVIII. A la porta d'entrada hi ha la data de 1767. L'església conservava un retaule barroc de la vida de St. Bartomeu que fou cremat durant la guerra civil de 1936-39. És la capella de la masia de la Vall de Vilaramó.